# Atif Malik
Atif Kamil Malik (arab. عاطف كامل ملك) – egipski zapaśnik walczący w stylu wolnym. Wicemistrz Afryki w 1979 i czwarty w 1981 roku.